# Antoni Blanes Joan
Antoni Blanes Joan (Artà, 1820 - Palma, 1885) fou un comerciant mallorquí, cavaller de l'ordre de Carles III.

## Vida
Emigrà a Puerto Rico el 1838, instal·lant-se a Mayagüez, on fundà una important firma comercial i el 1865 l'hospital de Sant Antoni. Dugué a terme una gran activitat de caràcter social i per això fou nomenat síndic protector dels esclaus.
Tornà a Mallorca el 1866 i adquirí grans importants edificis com la casa del marquès del Reguer, al carrer de la Unió de Palma, en la qual, obres dels millors pintors mallorquins de l'època (Anckerman, Mestre, Bauçà i Ribes), algunes de les quals es troben dipositades a l'església de Sant Salvador d'Artà.
En aquest poble va col·laborar en la construcció amb el seu germà Monserrat, de l'hospital de Santa Rosa i contribuí a fer-hi el cementeri municipal, la capella i l'ermita de Sant Salvador.
Va morir a Palma l'any 1885.

## Distincions
Fou nomenat fill il·lustre d'Artà raó per la qual també se li concedí un carrer amb el seu nom.